# Балаян, Ким Габриелович
Ким Габрие́лович Балая́н (арм. Կիմ Գաբրիելի Բալայան, 15 октября 1947, село Нижний Оратаг, Нагорно-Карабахская АО) — армянский политический и государственный деятель, юрист.
- 1966 — окончил Мардакертскую среднюю школу, а в 1971 — юридический факультет Ереванского государственного университета.
- 1972—1975 — работал в качестве старшего лаборанта на юридическом факультете Ереванского государственного университета, преподавал предмет «Криминалистика».
- 1975—1977 — старший эксперт отдела судебно-трасологической и баллистической экспертизы научно-исследовательской лаборатории судебных экспертиз при министерстве юстиции Армении, а в 1977—1990 — начальник этого отдела.
- 1990—1995 — был депутатом верховного совета, исполняющий обязанности председателя постоянной комиссии по правовым вопросам, член президиума верховного совета, председатель той же комиссии.
- С 1999 — начальником отдела юридической службы верховного органа партии АРФД.
- 2000—2003 — был депутатом парламента. Член постоянной комиссии по государственно-правовым вопросам. Член АРФД.
- 18 ноября 2003 — решением парламента Армении назначен членом Конституционного суда.